# Mehmet Emin Bozarslan
Mehmet Emin Bozarslan, född 1935 i Diyarbakir i Turkiet, är en kurdisk-svensk författare som bor i Sverige.
1978 kom Mehmet till Sverige som politisk flykting efter att ha avtjänat flera års fängelsestraff i Turkiet på grund av sitt författarskap, bland annat därför att han gav ut den första ABC-boken på kurdiska i Europa. Denna ABC-bok brände turkiska staten men han fick med sig ett exemplar till Sverige som han också publicerade 1980 i Sverige.
Sedan 1998 bor Mehmet i Uppsala där han ger ut böcker på sitt eget förlag.
Mehmet är också utgivare av nyutgåvan av det kurdiska nationaleposet Mem û Zîn (Mem och Zin).

## Priser och stipendium
- 1982 - Projektstipendium av Uppsala kulturnämnd
- 1987 Konstnärsbidrag i två år från Sveriges författarfond
- 1998 Kulturstipendium från C-landstinget

### Medarbetare till
- Kürtçe-Türkçe sözlük / Yusuf Ziyaeddin, pascha ; yeniden düzenleyen ve Türkçeye çeviren: Mehmed Emin Bozarslan. - Istanbul : Çira Yayinlari, 1978. - 402 s. - (Çira yayinlari ; 1 ; Kültür dizisi ; 1)
- On the role of myth in Kurdish literature : presented at the International Writers' Reunion in Lahti, Finland, June 15-19, 1981. - Lahti : International Writers' Reunion, 1981. - 26 bl.
- Tarihteki ilk Türkçe ansiklopedide Kürdistan ve-Kürdler / yazan: Semseddin Sami ; Osmanlicadan çeviren: M. Emin Bozarslan. - Istanbul : Deng, 2001. - 316 s. - ISBN 975-7011-18-5
- Gulê û Sino / [berhevkar] M. Emin Bozarslan ; ayin, Arif Sevinç. - çapa 1. - Stenbol : Wesanên Deng, 2002. - 213 s. - (Ciroken gêli ; 6). - ISBN 975-7011-21-5

#### Översättare av
- Ibn al-`Azraq al-Fariqi: Mervanî kürtleri tarihi / IbnÜl-Ezrak. - 2. baski. - Borås : Invandrarförl. : Immigrantinst. (distr.), 1983. - 241 s. - ISBN 91-85242-67-5

1. uppl. utg. i Istanbul, 1975 

## Utgivare av
- Jîn : kovara Kurdî-Tirkî : Kürdçe-Türkçe dergi : 1918-1919 / wergêr ji tîpên Erebî bo tîpên Latînî: M. Emîn Bozarslan ; arap harflerinden Latin harflerine çeviren: M. Emîn Bozarslan. - Uppsala : Wesanxana Deng (Deng yayinevi), 1985-1988. - 5 vol.
- Cild 1. - Uppsala : Wesanxana Deng (Deng yayinevi), 1985. - 322, [100] s. - ISBN 91-970702-0-3
- Cild 2. - Uppsala : Wesanxana Deng (Deng yayinevi), 1985. - [6], s. 333-494, ca 100 s. - ISBN 91-970702-1-1
- Cild 3. - Uppsala : Wesanxana Deng (Deng yayinevi), 1986. - [6] s., s. 505-700, ca 120 s. : tab. - ISBN 91-970702-2-X
- Cild 4. - Uppsala : Wesanxana Deng (Deng yayinevi), 1987. - [6] s., s. 713-881, ca 110 s. - ISBN 91-970702-3-8
- Cild 5. - Uppsala : Wesanxana Deng (Deng yayinevi), 1988. - 1063, ca 120 s. - ISBN 91-970702-6-2
- Pêkenokên gelî. 1 : Masîyên bejî / wêne: Cano (Ahmet Cantekîn). - Uppsala : Deng, cop. 1987. - xxi, 64 s. : ill. - ISBN 91-970702-4-6 (Kurdiska roliga historier : Fiskar som lever på land). - Kurdisk text
- Pêkenokên gelî. 2 : Ji dînan dîntir / wêne: Cano (Ahmet Cantekîn). - Uppsala : Deng, 1988. - 64 s. : ill. - ISBN 91-970702-7-0

(Kurdiska roliga historier : Tokigare än tokar). - Kurdisk text
- Pêkenokên gelî. 3 : Ilmê tûrik / wêne: Cano (Ahmet Cantekin). - Uppsala : Deng, 1989. - 79 s. : ill. - ISBN 91-970702-8-9 (Kurdiska roliga historier : Vetenskap i säck). - Kurdisk text
- Pêkenokên gelî. 4 : Bûka Gulsûn / wêne: Cano (Ahmet Cantekîn). - Uppsala : Deng, 1990. - 85 s. : ill. - ISBN 91-970702-9-7

(Kurdiska roliga historier : Bruden Gulsûn). - Kurdisk text
- Pêkenokên gelî. 5 : Mela Kulî / wêne: Qasim Kurdî. - Uppsala : Deng, 1991. - 93 s. : ill. - ISBN 91-88246-00-0

(Kurdiska roliga historier : Prästen Kuli). - Kurdisk text
- Kurdistan : rojnama Kurdî ya pêsîn : ilk Kürd gazetesi : 1898-1902 / wergêr ji tîpên Erebî bo tîpên Latînî: M. Emîn Bozarslan ; arap harflerinden Latin harflerine çeviren: M. Emîn Bozarslan. - Uppsala : Wesanxana Deng (Deng yayinevi), 1991. - 2 vol.
- Cild 1. - Uppsala : Wesanxana Deng (Deng yayinevi), 1991. - 332, [56] s. - ISBN 91-88246-01-9
- Cild 2. - Uppsala : Wesanxana Deng (Deng yayinevi), 1991. - s. 337-580, [48] s. - ISBN 91-88246-02-7
- Mem û Zîn / Ehmedê Xanî ; wergêrê tîpên Latînî û Kurdîya xwerû: M. Emîn Bozarslan. - Uppsala : Deng, 1995. - 703 s. - ISBN 91-88246-07-8